# Hüseyin Şimşek
Hüseyin Şimşek (Erzincan, 1962) poeta kurdo turco austríaco establecido en Viena editor de la publicación bilingüe Öner/Vorschlag.
Ha publicado varios poemarios como Eure Gesichter sind wie Wände, 2001. 
- Datos: Q88775